# James Cooke Brown

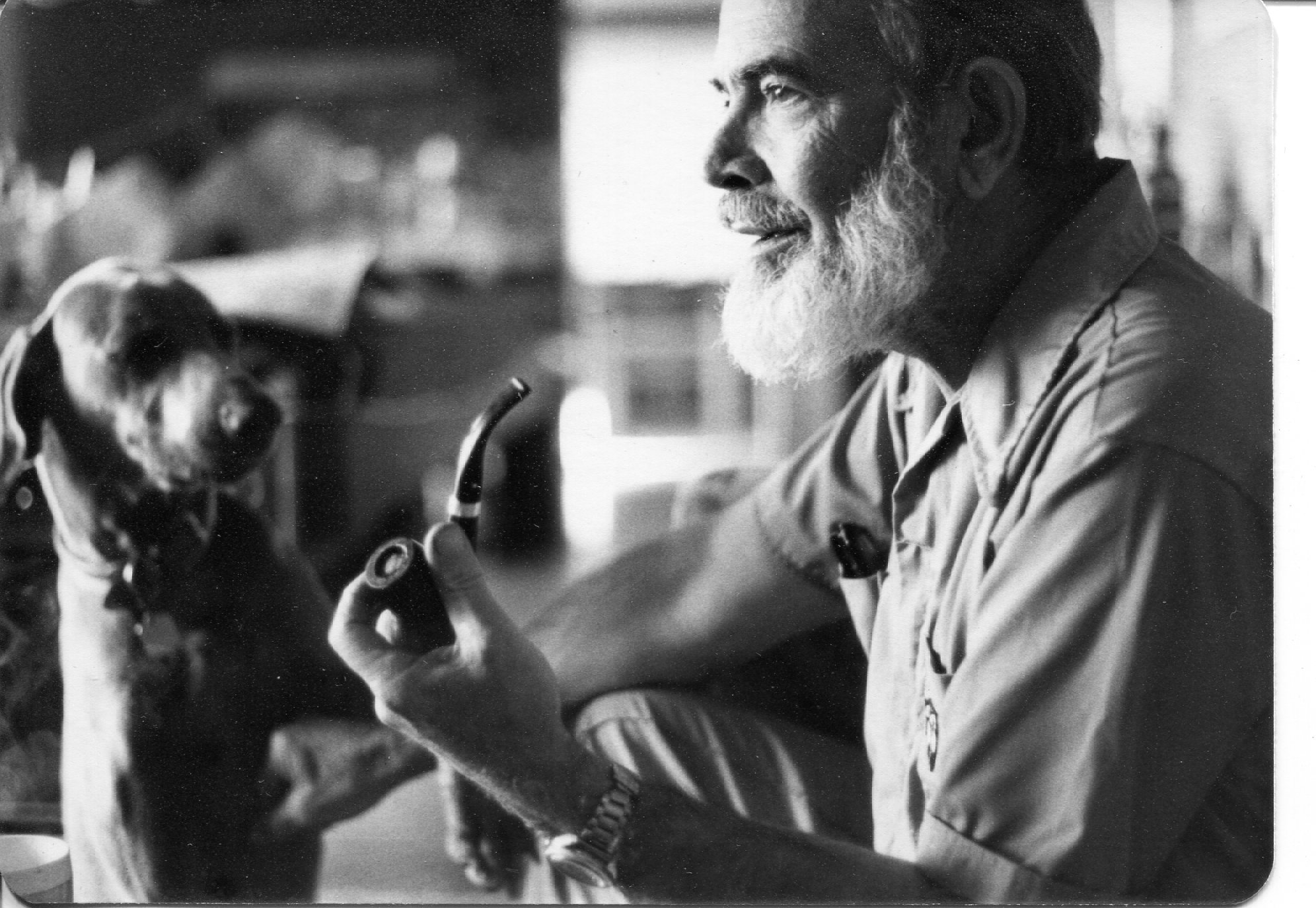
James Cooke Brown 1979

Dr James Cooke Brown, född den 21 juli 1921, död den 13 februari 2000, var sociolog och science fiction-författare. Han är känd för att han 1955 utvecklade det konstgjorda språket loglan i syfte att testa Sapir-Whorf-hypotesen. Han har även utformat brädspelet Careers från Parker Brothers, utgivet i Sverige av Alga under namnet Karriär.
Browns roman The Troika Incident (1970) beskriver en världsomspännande fri kunskapsbas liknande internet. Romanen börjar med tron att världen står på kanten till självförstörelse, men sen framvisar den en värld ett sekel fram i tiden, en värld som är ett paradis av fred och välmåga, allt baserat på idéer, rörelser och kunskap tillgänglig i dagens värld. Romanens metalitterära uppbyggnad gör den till ett rop på samhällelig förändring, men inte genom revolution utan genom fri utbildning och utvidgning av människans uippfinningsrikedom.
Brown har också formgett och byggt en trimaran, en segelbåt med tre skrov, som han använde för att besöka många delar av världen. Under en seglats i Sydamerika, tillsammans med sin fru, fick han tas in på ett Argentinskt sjukhus, där han sedan avled 78  år gammal.